# Shao Hua
Shao Hua (xinès tradicional: 邵華, xinès simplificat: 邵华, pinyin: Shào Huá) (Yan'an, Shaanxi, 30 d'octubre de 1938 – Pequín, 24 de juny de 2008), nascuda Chen Anyun (xinès tradicional: 陳安云, xinès simplificat: 陈安云, pinyin: Chén Ānyún) i coneguda com a Zhang Shaohua (xinès tradicional: 張少華, xinès simplificat: 张少华, pinyin: Zhāng Shǎohuá) abans de ser Shao Hua, fou una fotògrafa xinesa i una general major de l'Exèrcit Popular d'Alliberament xinès. Fou la muller de Mao Anqing, el segon fill de Mao Zedong.

## Biografia
Nasqué com Chen Anyun (xinès tradicional: 陳安云, xinès simplificat: 陈安云, pinyin: Chén Ānyún) el 30 d'octubre de 1938 aYan'an, Shaanxi, quarter general de Mao Zedong i punt final de la Llarga Marxa. El seu pare, originari de Shimin, (Hunan) era Chen Zhenhua i la seva mare era Zhang Wenqiu, nascuda al Comtat de Jingshan, a Hubei.
Shao va començar a treballar com a fotògrafa als anys 1950 utilitzant una càmera que el fill gran de Mao Zedong, Mao Anying, li havia portat de la Unió soviètica. Va viatjar extensament per tota la Xina durant el transcurs de la Guerra Civil xinesa. Els temes de les seves fotografies eren sovint relacionats amb el govern del moviment comunista, incloent-hi fàbriques i altres factors de producció, unitats d'exèrcit, escoles i pobles xinesos rurals pobres. Esdevingué la cap de l'Associació de Fotògrafs de la Xina el 2002, càrrec que ocupà fins a la seva mort l'any 2008.
Shao fou general major de l'Exèrcit Popular d'Alliberament xinès i va servir com a directora del departament d'enciclopèdia militar de l'Acadèmia de Ciències Militars de l'Exèrcit Popular d'Alliberament. Fou també membre del Comitè Nacional de la Conferència Consultiva Política del Poble Xinès de 1988 a 2002, quan va començar a publicar les seves fotografies.
Shao es va casar el setembre de 1960 amb Mao Anqing, segon fill de Mao Zedong i lingüista rus que no va exercir mai cap funció activa en el govern xinès. El matrimoni va tenir un fill, Mao Xinyu, que l'any 2003 va tenir un fill amb Liu Galleda. Aquest nen, Mao Dongdong, és l'únic besnet de Mao Zedong.
Shao Hua va morir a Pequín el 24 de juny de 2008, a l'edat de 69 anys, a causa d'un càncer de mama.